# Eumecistes
Eumecistes is een geslacht van rechtvleugeligen uit de familie veldsprinkhanen (Acrididae). De wetenschappelijke naam van dit geslacht is voor het eerst geldig gepubliceerd in 1896 door Brancsik.

## Soorten
Het geslacht Eumecistes  is monotypisch en omvat slechts de volgende soort:
- Eumecistes gratiosus (Brancsik, 1896)